# Ferenc Bencze
Ferenc Bencze (* 4. Oktober 1924 in Oradea, Königreich Rumänien; † 7. September 1990 in Budapest) war ein ungarischer Schauspieler.

## Leben
Bencze begann seine schauspielerische Karriere 1945 am Stadttheater Oradea, wo er als Tänzer und Chormitglied wirkte, widmete sich aber auch dem Sport. Neben Tischtennis und Basketball spielte er Fußball, in der Saison 1949/1950 auch als Profi. 1958 wurde er Mitglied des Ungarischen Theaters in Cluj; sieben Jahre später begann seine Filmkarriere in Liviu Ciuleis Der Wald der Gehenkten. Bis 1977 spielte er in seinem Geburtsland Rumänien, dann ging er nach Ungarn, wo er der Schauspielerensemble der Mafilm angehörte. Beim Cairo International Film Festival gewann er 1978 den Preis als bester Darsteller; auch sein Bühnenengagement am „Petofi-Theater“ in Veszprém war ein großer Erfolg. Seine Filmografie umfasst 85 Rollen für Film und gelegentlich das Fernsehen.

## Filmografie (Auswahl)
- 1965: Der Wald der Gehenkten (Padurea spinzuratilor)
- 1969: Zwei Männer und der Tod (Doi barbati pentru o moarte)
- 1973: 7 Tage (7 zile)
- 1973: Ein Tag mehr oder weniger (Plusz-minusz egy nap)
- 1974: Der letzte Tanzlehrer (Az utolso tanctanar)
- 1976: Das fünfte Siegel (Az ötödik pecset)
- 1977: K.O. (K.O.)
- 1977: Schwarzfahrer (Kihajolni vszelyes)
- 1978: Wessen Gesetz? (Kinek a törvenye?)
- 1979: Ein schäbiges Begräbnis (Koportos)
- 1983: Hiobs Revolte (Job lazadasa)
- 1986: Die Stunde des Léon Bisquet